# GP La Marseillaise 2007
De GP La Marseillaise 2007 werd gehouden op dinsdag 6 februari in Frankrijk, en maakte deel uit van de UCI Europe Tour 2007.
Voor de wedstrijd was er opschudding toen bleek dat de Unibet.com-wielerploeg niet mocht starten in hun normale uitrusting met reclame voor het Zweeds online wedkantoor. Een Franse monopoliewet verbiedt immers buitenlandse loterijen reclame te maken op Frans grondgebied. Unibet.com weigerde eerst van start te gaan, maar startte uiteindelijk toch en nam sportief revanche toen Jeremy Hunt van Unibet.com de wedstrijd won. De vorige editie van de GP La Marseillaise werd ook al gewonnen door een Unibet-renner; Baden Cooke.

## Uitslag
| rang | renner            | land                | tijd       |
| ---- | ----------------- | ------------------- | ---------- |
| 1    | Jeremy Hunt       | Verenigd Koninkrijk | 3u 07' 09" |
| 2    | Michail Ignatjev  | Rusland             | op 3"      |
| 3    | Staf Scheirlinckx | België              | op 13"     |
| 4    | Glenn D'Hollander | België              | z.t.       |
| 5    | Laurens ten Dam   | Nederland           | z.t.       |
| 6    | Rémi Pauriol      | Frankrijk           | z.t.       |
| 7    | Pierre Rolland    | Frankrijk           | op 17"     |
| 8    | Jens Renders      | België              | z.t.       |
| 9    | Roger Hammond     | Verenigd Koninkrijk | op 21"     |
| 10   | Pieter Mertens    | België              | op 24"     |

1980 · 1981 · 1982 · 1983 · 1984 · 1985 · 1986 · 1987 · 1988 · 1989 · 1990 · 1991 · 1992 · 1993 · 1994 · 1995 · 1996 · 1997 · 1998 · 1999 · 2000 · 2001 · 2002 · 2003 · 2004 · 2005 · 2006 · 2007 · 2008 · 2009 · 2010 · 2011 · 2012 · 2013 · 2014 · 2015 · 2016 · 2017 · 2018 · 2019 · 2020 · 2021 · 2022 · 2023 · 2024 · 2025